# Federació Internacional de la Premsa Cinematogràfica
|  | «FIPRESCI» redirigeix aquí. Vegeu-ne altres significats a «Premi FIPRESCI». |

La Federació Internacional de la Premsa Cinematogràfica (FIPRESCI o Fédération Internationale de la Presse Cinématographique) és l'associació internacional de crítics de cinema i periodistes cinematogràfics. Els seus objectius són promoure i desenvolupar la cultura lligada al cinema així com defensar els interessos de la professió, fet que significa, entre d'altres, lluitar per la llibertat i els estàndards ètics del periodisme cinematogràfic. Va ser fundada el 6 de juny de 1930 a Brussel·les per iniciativa de critics de cinema belgues i francesos.
La FIPRESCI està composta per critics de cinema, periodistes cinematogràfics i periodistes que pertanyen a associacions de cinema dels països que la integren. Actualment la FIPRESCI compta amb uns tres-cents membres.
Als diferents festivals de cinema que se celebren arreu del món, la FIPRESCI sol atorgar els seus propis premis (per exemple al Festival de Canes, al Festival de Cinema de Venècia o a la Berlinale). A més, des del 1999 cada any entrega un Grand Prix a la millor pel·lícula de l'any, per a donar suport al cinema més arriscat, original i personal. El premi s'entrega al Festival Internacional de Cinema de Sant Sebastià. D'altres premis són el premi europeu FIPRESCI i d'altres distincions destinades a reconèixer diferents categories del món del cinema.

## Grand Prix de la FIPRESCI
- 1985: Visages de femmes, de Desiré Écaré.
- 1989: Eversmile, New Jersey de Carlos Sorín
- 1990:[1]
  - Bakenbardi de Iuri Mamin 
  - Vreme čuda de Goran Paskaljević
- 1998: El forat , de Tsai Ming-liang.
- 1999: Todo sobre mi madre, de Pedro Almodóvar
- 2000: Magnolia, de Paul Thomas Anderson
- 2001: El cercle, de Jafar Panahi
- 2002: Mies vailla menneisyyttä, de Aki Kaurismäki
- 2003: Uzak, de Nuri Bilge Ceylan
- 2004: Notre musique, de Jean-Luc Godard
- 2005: Bin-jip, de Kim Ki-duk
- 2006: Volver, de Pedro Almodóvar
- 2007: 4 luni, 3 saptamini si 2 zile, de Cristian Mungiu
- 2008: There Will Be Blood, de Paul Thomas Anderson
- 2009: Das weiße Band, de Michael Haneke
- 2010: The Ghost Writer, de Roman Polanski
- 2011: The Tree of Life, de Terrence Malick
- 2012: Amour, de Michael Haneke
- 2013: La vida d'Adèle, d'Abdellatif Kechiche
- 2014: Boyhood, de Richard Linklater
- 2015: Mad Max: fúria a la carretera, de George Miller
- 2016: Toni Erdmann, de Maren Ade
- 2017: Toivon tuolla puolen, d'Aki Kaurismäki
- 2018: Phantom Thread, de Paul Thomas Anderson
- 2019: Roma, d'Alfonso Cuarón
- 2022: Suro, de Mikel Gurrea
- 2023: Fingernails, de Christos Nikou.

## Presidents
Diversos dels seus presidents han estat la britànica Dilys Powell (elegida el 1946), el nord-català Lluís Chauvet (als anys 50), Lino Micciché (80s i començaments dels 90), Derek Malcom (el president per més temps, deu anys, als 90), Michel Ciment (començaments dels 2000), Andrei Plakhov (elegit el 2005) i Jean Roy (actual, 2011)